# James Watkins (director)
James Thomas Watkins (és un director i guionista de cinema anglès, més conegut pel seu treball en pel·lícules de terror, sobretot El llac Eden  i  La dona de negre.
Va escriure i va dirigir el thriller aclamat per la crítica El llac Eden, protagonitzat per Michael Fassbender i Kelly Reilly.Va guanyar la millor pel·lícula de terror als 2009 Empire Awards, el premi del jurat al XLI Festival Internacional de Cinema Fantàstic de Catalunya: i el millor director a Fantasporto. Va ser nominat als Douglas Hickox Award als British Independent Film Awards 2008.
A finals de setembre de 2019 va formar part del jurat de Sandrine Bonnaire durant el 30è Festival del Cinema Britànic de Dinard.
Watkins ha escrit guions per a Warner Bros., Working Title, Film4 i BBC Films.

## Filmografia
Cinema
| Any  | Títol              | Director | Guionista |
| ---- | ------------------ | -------- | --------- |
| 2002 | My Little Eye      | No       | Sí        |
| 2007 | Gone               | No       | Sí        |
| 2008 | El llac Eden       | Sí       | Sí        |
| 2009 | The Descent Part 2 | 2nd unit | Sí        |
| 2012 | La dona de negre   | Sí       | No        |
| 2016 | Bastille Day       | Sí       | Sí        |
| 2024 | Speak No Evil      | Sí       | Sí        |

Televisió
| Any  | Títol            | Director | Guionista | Creador | Notes                       |
| ---- | ---------------- | -------- | --------- | ------- | --------------------------- |
| 2016 | Black Mirror     | Sí       | No        | No      | Episodi "Shut Up and Dance" |
| 2018 | McMafia          | Sí       | Sí        | Sí      | 8 episodis                  |
| 2022 | The Ipcress File | Sí       | No        | No      | 6 episodis                  |